# Phraates I.
Phraates I. war ein parthischer König, der von etwa 176 v. Chr. bis 171 v. Chr. regierte. Er war der älteste Sohn von Phriapatios. Phraates I. begann mit Attacken auf das Seleukidenreich. Antiochos IV. hatte gerade einige Niederlagen erlitten und war zu schwach, um in den entfernten Provinzen im Iran geeigneten Widerstand zu leisten. Phraates I. eroberte Hyrkanien zurück und erweiterte seine Herrschaft bis an das Kaspische Meer. In der Folgezeit starb Antiochos III., wodurch Phraates I. weitere seleukidische Provinzen im Iran eroberte. 